# 안상영
안상영(安相英, 1938년 11월 18일 ~ 2004년 2월 4일)은 대한민국의 정치인이자 행정관이며 전 해운항만청장, 제25대 부산직할시장(관선), 제31~32대 부산광역시장(민선 3~4기)을 역임하였다.

## 생애

### 관료 생활
성지국민학교, 부산중학교, 부산고등학교를 졸업한 후 서울대학교 토목공학과에 진학하여 졸업하였다. 1963년 서울특별시청 토목직 7급 공무원 공채에 응시하여 합격하여 관료생활을 하였으며, 서울지하철건설본부 건설차장, 서울시청 도로국장, 도시계획국장을 역임하였다. 이때 서울의 강남 개발을 주도적으로 추진하였다. 그 뒤 서울특별시 종합건설본부장으로 한강종합개발과 올림픽대로 건설을 주관하였다.
1988년 관선 부산직할시장에 부임하였다. 관선 시장 재직 당시 부산 앞바다에 인공섬을 건립하는 사업을 추진, 논란을 불러일으켰으며 인공섬 개발계획을 추진하다 포기하고 1990년 해운항만청장으로 부임했다. 해운항만청장으로 자리를 옮긴 뒤에도 인공섬 건립에 강한 집념을 보였다. 1992년 해운항만청장에서 물러났다.  그 뒤 한국항만협회 고문, 벽산건설 부회장 등을 지냈으며. 한강개발 당시 김우중 대우그룹 회장과의 인연으로 1996년 대우그룹 계열사인 부산매일신문사 사장에 임명되기도 하였다. 이후 2년간 부산매일신문사 사장을 지냈다.

### 정치 활동
1998년 지방선거에서 뇌물수수 혐의로 불구속 수사를 받던 당시 문정수 시장을 당내 후보경선에서 누르고 출마, 선거에서 무소속 김기재 후보와 접전 끝에 부산시장에 당선되어 1998년 ~ 2002년 민선 2기 부산광역시장을 지냈다. 이로써 부산광역시 역사상 유일하게 관선 직할시장과 민선 광역시장을 모두 지낸 시장이 되었다. 1998년 7월 제3회 부산국제영화제 명예조직위원장, 1999년 12월 초대 부산영상위원회 위원장 등을 거쳐 2002년 자치단체장 선거에 한나라당 공천으로 출마하여 당선, 7월 민선 3기 부산광역시장에 취임하였다.
2003년 10월 진흥기업 박모 회장으로부터 1억원을 받은 혐의로 구속기소되었으며 10차례 공판을 치르면서 무죄를 주장하였다. 2002년 6월 지방선거 당시 부산 동성여객(현 삼성여객) 등으로부터 3억원을 받은 혐의가 추가돼 검찰의 추가 조사를 받기도 하였다.

### 수사 중 자살
금품수수혐의로 복역 중이던 그는 2004년 2월 4일 부산구치소에서 목을 매 자살하였다. 자살 동기는 모멸감 때문이었다. 서울중앙지방검찰청 특수2부 부부장검사이던 우병우가 부산지방검찰청에서 구속돼서 재판을 받고 있는 안상영을 조사하겠다며 1월 29일 부산구치소에서 서울구치소로 이감하면서 하루 종일 부르지 않고 구치감에 방치했다. 서울구치소로 돌아간 안상영이 부산구치소로 이감된 뒤 하루 만에 스스로 목숨을 끊었다. 우병우가 징계 대상에 거론되었지만 서울중앙지방검찰청 검사장이던 서영제가 강하게 반발하면서 기관경고로 그치게 한 것과 관련하여 당시 상황을 잘 아는 법조계의 한 관계자는 "안상영 시장이 모멸감을 느껴서 스스로 목숨을 끊은 것으로 안다"고 말했다.

## 평가
고집과 뚝심 때문에 ‘개발시장’이라는 비판을 받기도 했다. 자기관리를 철저히 하는 것으로 알려져 있다.

## 가족
- 어머니: 김미임
- 부인: 김채정
- 자녀: 1남 1녀

## 역대 선거 결과
|  | 45.14% |

|  | 63.76% |